# Friedrich Julius Richelot
Friedrich Julius Richelot (Königsberg, 6 novembre 1808 – Königsberg, 31 marzo 1875) è stato un matematico tedesco.
Allievo di Carl Gustav Jacob Jacobi si laureò nel 1831 alla Facoltà di filosofia dell'Università di Königsberg, con un tesi sulla divisione del cerchio in 257 parti uguali.

## Biografia
Richelot pubblicò numerose opere in tedesco, francese e latino. Fra queste la prima guida conosciuta sulla costruzione euclidea di un 257-gono con riga e compasso.